# Квинт Росций Галл
Квинт Ро́сций Галл (лат. Quintus Roscius Gallus; родился около 126 года до н. э., Солоний, близ Ланувия, Римская республика — умер в 62 году до н. э.) — известный древнеримский комический актёр времён поздней Республики, театральный новатор.

## Биография
Родился в местечке Солоний вблизи Ланувия. Был вольноотпущенником. О жизни мало сведений. Более всего известен благодаря «Речи в защиту актёра Росция» Цицерона. В 76 году до н. э. Гай Фанний Церея (либо Херея, лат. Caerea/Chaerea) привлёк Росция в суд в связи со спором по поводу суммы в 50 000 сестерциев. Его с успехом защищал Марк Туллий Цицерон.
Сообщали, что Квинт Росций имел приятное лицо (кроме глаз, т.к. у него имелся некий синдром, известный в просторечии как косоглазие - или страби́зм), мускулистую фигуру, а также изящество и элегантность на сцене. Он изучал выступления и жесты лучших ораторов и адвокатов Рима, в частности Квинта Гортензия Гортала. В дальнейшем сам Цицерон брал уроки у Росция. Диктатор Сулла подарил Росцию золотое кольцо всадника. В конце жизни Росций имел большое состояние.
Росций известен также тем, что первым ввёл в древнеримском театре некоторые маски во время выступления. Это связано с синдромом косоглазия и поэтому не имел возможности играть главные роли. Чтобы скрыть свой недостаток, Росций и придумал надевать маски. Кроме того, у Росция была собственная театральная школа, где он учил молодых актёров.
Исходя из собственного опыта, Квинт Росций Галл написал трактат, в котором он сравнил действия на сцене и риторику. До настоящего времени не сохранился.
Его другом был актёр-трагик Клодий Эзоп.